# Chirolophis japonicus
Chirolophis japonicus es una especie de pez del género Chirolophis, familia Stichaeidae. Fue descrita científicamente por Herzenstein en 1890.
Se distribuye por el Pacífico Noroccidental: el norte de Japón y el golfo de Pohai hasta la bahía de Pedro el Grande. La longitud total (TL) es de 55 centímetros. Habita en arrecifes rocosos y fondo en bahías.
Está clasificada como una especie marina inofensiva para el ser humano.